# Pane carasau

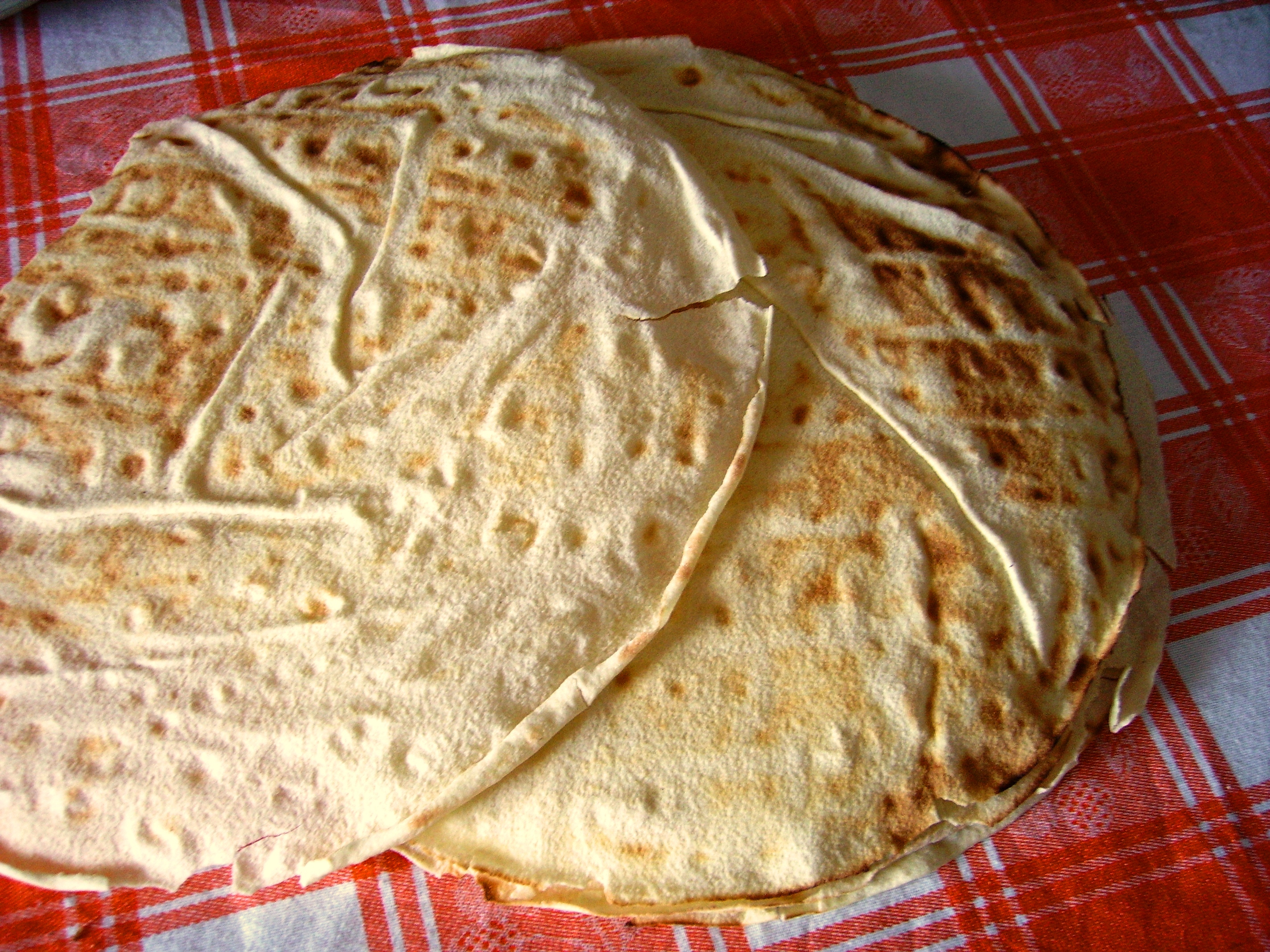

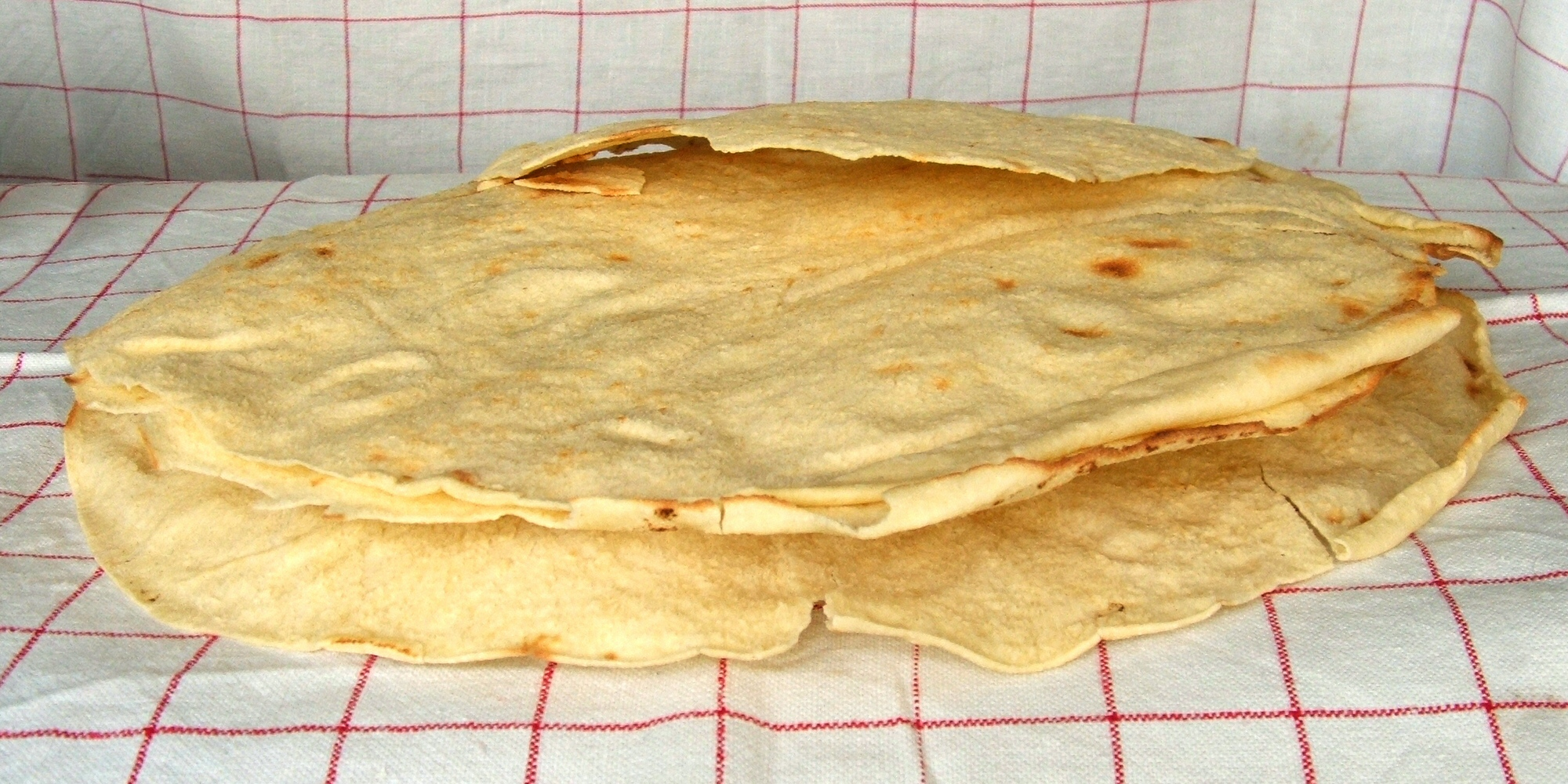

Pane carasau (synonym Pane carasatu, Pane karassare, Pane kasare, Pane krasare, Pane crasau, Pane 'e fresa, von den sardischen Wörtern pane ‚Brot‘ und carasare ‚rösten, toasten‘) ist ein traditionelles dünnes und knuspriges Fladenbrot der sardischen Küche, das aus Hartweizengrieß hergestellt wird. Es zeichnet sich durch einen geringen Wasseranteil und eine lange Haltbarkeit aus und wurde daher auch von Seefahrern verwendet. Pane carasau gibt es als Varianten mit Kräutern, z. B. mit Rosmarin oder Oregano. Wird das Brot mit Olivenöl hergestellt, heißt es Pane guttiau.

## Geschichte
Vermutlich wurde Pane carasau als Grundnahrungsmittel bereits in der Bronzezeit hergestellt, als die Nuraghenkultur auf Sardinien ihre Blütezeit erlebte. Später diente es den sardischen Hirten als Verpflegung, die oft wochenlang mit ihren Schafherden in den Bergregionen unterwegs waren. Die lange Haltbarkeit machte das Fladenbrot auch zum idealen Proviant für Fischer und Seereisende. Die Überfahrten auf dem Mittelmeer dauerten mit alten Segelschiffen oft mehrere Wochen und im Gegensatz zu verderblichen Lebensmitteln wie Obst, Gemüse und Fleisch konnte Pane Carasau auch nach Wochen bedenkenlos verzehrt werden.

## Zutaten und Zubereitung
Pane Carasau wird aus Hartweizengrieß, Hefe, Wasser und Salz hergestellt. Früher war die Verwendung von vergleichsweise teurem Weizen als Grundzutat reichen Familien vorbehalten. Die ärmeren Bevölkerungsschichten verwendeten Gerstenmehl oder Kleie zur Herstellung des Fladenbrote.
Die Herstellung von Pane Carasau erfolgt in mehreren Arbeitsschritten. Für den Teig wird Hefe in warmem Wasser aufgelöst und mit dem Hartweizenmehl vermischt. Anschließend wird die Mischung lange in einem Holztrog geknetet. Danach wird der Teig auf dem Tisch ausgewalzt, bis eine dünne, glatte Fläche entstanden ist, die anschließend wieder geknetet wird. Dieser Vorgang wird mehrmals wiederholt. Im nachfolgenden Gärprozess wird der Teig in einem abgedeckten Gefäß an einem dunklen Ort gelagert. Nachdem der Teig „gegangen“ ist, wird er zu einer hauchdünnen Schicht ausgerollt und anschließend in runde Scheiben geschnitten. Diese werden in der Mitte des Backofens platziert und in einem ersten Gang bei einer Temperatur zwischen 450 und 500 Grad gebacken. In einer weiteren Backphase werden die Fladen bis zur gewünschten Bräunung in der Hitze geröstet. Als Endprodukt entsteht ein hauchdünnes, knuspriges Fladenbrot, das unterschiedlich verwendet wird.

## Verwendung
Pane carasau kann auf unterschiedliche Weise verzehrt werden und wird in verschiedenen sardischen Gerichten verwendet. Üblicherweise wird das Fladenbrot trocken zu Antipasti, Salumi oder Käse gegessen. Das Brot kann vor dem Essen mit Wasser befeuchtet werden, dadurch wird das Brot weich, und es können andere Zutaten wie Käse oder Wurst in den Teig eingerollt werden. Eine weitere Möglichkeit ist, das Pane Carasau mit Olivenöl zu beträufeln und mit frischem Ziegen- oder Schafskäse zu belegen. Eine weitere Variante ist, das Fladenbrot mit einer kräftigen Brühe anzufeuchten und mit Tomatenpüree, Pecorino und einem Spiegelei zu belegen. Pane carasau ist Bestandteil des Gerichts Pane frattau aus mehreren Schichten von Pane carasau mit Tomatensauce und Pecorino.